# Ascaris suum
Ascaris suum és una espècie de nematode paràsit de la família dels ascarídids que provoca l'ascariasi en els porcs. Podria ser la mateixa espècie que A. lumbricoides, que causa l'ascariasi en els éssers humans.